# クレア・ロペス
クレア・ロペス（Claire Lopez、1989年11月4日 - ）は、フランスの女性総合格闘家。Great Britain Top Team所属。

## 来歴
5歳から15歳まで器械体操を習い、高いレベルで競技をこなしていたが、さらに強い刺激を求めてムエタイ選手に転向し、ムエタイの大会でも銅メダルを獲得。23歳で結婚を期に格闘技から離れるも、26・27歳の時に総合格闘技の試合を見て総合の練習を始めた。
2017年11月25日、Gladiator Fighting Arena 9でプロ総合格闘技デビュー。ライラ・セカフと対戦し、1Rにリアネイキッドチョークで一本勝ちを収めた。

### RIZIN
2023年4月29日、RIZIN初参戦となったRIZIN LANDMARK 5でSBフライ級王者のRENAと対戦し、序盤優位の展開から後半盛り返されるも、3R終了間際に膝十字固めで逆転一本勝ちを収めた。
2023年7月30日、超RIZIN.2で行われたRIZIN女子スーパーアトム級タイトルマッチで王者の伊澤星花に挑戦し、1Rにニンジャチョークで一本負け。王座獲得とはならなかった。
2024年2月24日、RIZIN LANDMARK 8で元RIZINスーパーアトム級王者の浜崎朱加と対戦予定だったが浜崎の欠場により、元DEEPアトム級王者で現DEEPミクロ級王者の大島沙緒里と対戦。2Rに裏十字固めで一本負けを喫しRIZIN2連敗となった。

## 戦績

### プロ総合格闘技
| 総合格闘技 戦績 | 総合格闘技 戦績 | 総合格闘技 戦績 | 総合格闘技 戦績 | 総合格闘技 戦績 | 総合格闘技 戦績 | 総合格闘技 戦績 |
| --------------- | --------------- | --------------- | --------------- | --------------- | --------------- | --------------- |
| 15 試合         | (T)KO           | 一本            | 判定            | その他          | 引き分け        | 無効試合        |
| 8 勝            | 3               | 4               | 1               | 0               | 0               | 0               |
| 7 敗            | 1               | 6               | 0               | 0               | 0               | 0               |

| 勝敗 | 対戦相手                 | 試合結果                       | 大会名                                                | 開催年月日     |
| ×    | タイナラ・シルバ         | 1R 3:17 アナコンダチョーク     | Invicta FC 61: Ferreira vs. Palacios                  | 2025年4月4日   |
| ×    | 大島沙緒里               | 2R 3:18 裏十字固め             | RIZIN LANDMARK 8                                      | 2024年2月24日  |
| ×    | 伊澤星花                 | 1R 1:04 ニンジャチョーク       | 超RIZIN.2 【RIZIN女子スーパーアトム級タイトルマッチ】 | 2023年7月30日  |
| ○    | RENA                     | 3R 4:21 膝十字固め             | RIZIN LANDMARK 5                                      | 2023年4月29日  |
| ○    | カミラ・リバローラ       | 1R 0:44 リアネイキッドチョーク | Combate: Rivarola vs. Lopez                           | 2022年8月12日  |
| ×    | ヤズミン・ヤウレギ       | 1R 4:16 KO                     | Combate Global                                        | 2021年8月13日  |
| ○    | パウリナ・バルガス       | 1R 3:43 KO                     | Combate Global                                        | 2021年8月13日  |
| ○    | カレン・セディージョ     | 5分3R終了 判定3-0              | Combate Global                                        | 2021年8月13日  |
| ×    | ダニー・マコーマック     | 2R 3:45 リアネイキッドチョーク | Bellator Euro Series 8                                | 2020年9月26日  |
| ○    | アンナ・アストヴィク     | 2R TKO (グラウンドパンチ)      | Shogun MMA 2                                          | 2019年7月13日  |
| ×    | ランチャナ・グリーン     | 1R リアネイキッドチョーク      | M4TC 29: Immortals                                    | 2019年4月6日   |
| ×    | ニコール・ストール       | 1R 3:28 アームバー             | GMC 15                                                | 2018年6月30日  |
| ○    | ハンナ・グジュワン       | 1R 0:51 ギロチンチョーク       | Ladies Fight Night 9                                  | 2018年5月12日  |
| ○    | アレクサンドラ・アルバレ | 1R 1:10 KO                     | RLFC Luxembourg 1                                     | 2018年4月7日   |
| ○    | ライラ・セカフ           | 1R 2:15 リアネイキッドチョーク | Gladiator Fighting Arena 9                            | 2017年11月25日 |

### 試合映像
1. ↑  『【試合映像】RENA vs. クレア・ロペス / RENA vs. Claire Lopez - RIZIN LANDMARK 5』RIZIN公式YouTubeチャンネル、2023年。
2. ↑  『【期間限定動画 2023年12月31日まで視聴可能。以降はRIZIN公式の『RIZIN 100 CLUB』で視聴可能】【試合映像】伊澤星花 vs. クレア・ロペス / Seika Izawa vs. Claire Lopez - 超RIZIN.2』RIZIN公式YouTubeチャンネル、2023年。
3. ↑  『【試合映像】大島沙緒里 vs クレア・ロペス/ Saori Oshima vs. Claire Lopez - RIZIN LANDMARK 8 in SAGA』RIZIN公式YouTubeチャンネル、2024年。

### 補足映像
1. ↑  『【番組】RIZIN CONFESSIONS #122（※番組内で試合映像。RENAとクレア・ロペスによる試合振り返りドキュメンタリー番組）』RIZIN公式YouTubeチャンネル、2023年。
2. ↑  『【番組】RIZIN CONFESSIONS #130（※試合映像＆伊澤星花とクレア・ロペスによる試合振り返りドキュメンタリー番組）』RIZIN公式YouTubeチャンネル、2023年。
3. ↑  『【番組】RIZIN CONFESSIONS #144（※番組内で試合映像。大島沙緒里とクレア・ロペスによる試合振り返りドキュメンタリー番組）』RIZIN公式YouTubeチャンネル、2024年。